# 10547 Yosakoi
10547 Yosakoi eller 1992 JF är en asteroid i huvudbältet som upptäcktes den 2 maj 1992 av den japanska astronomen Tsutomu Seki vid Geisei-observatoriet. Den är uppkallad efter den japanska visan Yosakoi.
Asteroiden har en diameter på ungefär 4 kilometer.